# Armin Schlechter
Armin Schlechter (ur. 11 kwietnia 1960 w Heidelbergu) – niemiecki filolog i bibliotekarz. Był inicjatorem i koordynatorem skatalogowania kodeksów salemickich (Katalogisierung der Codices Salemitani) dla Uniwersytetu w Heidelbergu (od 2007 r.). Od 1 kwietnia 2008 r. pracuje w Pfälzische Landesbibliothek w Spirze.
Skończył studia na Uniwersytet w Heidelbergu na germanistyce. Specjalizował się w średniowiecznej łacinie oraz w historii średniowiecznej i nowszej. Doktoryzował się w 1991 r. u promotora Lothara Voetza na tamtejszym wydziale filologii.
Jako doktor filologii przez kilka lat był asystentem w Badeńskiej Krajowej Bibliotece w Karlsruhe (Badische Landesbibliothek in Karlsruhe). Aplikację bibliotekarską odbył w latach 1994-1996 w bibliotece uniwersyteckiej w Heidelbergu oraz w bibliotekarskiej szkole we Frankfurcie nad Menem stając się bibliotecznym asesorem. W 1998 r. został członkiem rady bibliotecznej, a w roku 2000 członkiem wyższej rady bibliotecznej biblioteki Uniwersytetu w Heidelbergu. Cały czas od 1996 do końca 2007 r. właśnie w tej bibliotece, liczącej 80 tys. starodruków i 1800 inkunabułów prowadził oddział grafologicznej analizy rękopisów i analizy starych druków. W pracowni nie tylko odnotowywano tytuł, ale starano się również ustalić wszelkie indywidualne cechy posiadanego egzemplarza: charakter pisma (kto pisał), zapiski, autorów ilustracji, pochodzenie i dzieje opraw, drukarnię itp. Informacje te wpisywano do katalogu zaś same dzieła digitalizowano i poddawano konserwacji. W ten sposób potraktowano między innymi Codex Palatinus Germanicus. Dodatkowym zadaniem A. Schlechtera było organizowanie corocznych wystaw z wykorzystaniem przechowywanych zbiorów.
W zbiorach biblioteki uniwersyteckiej jednym z najcenniejszych jest wielokrotnie już opracowywany inkunabuł Epistulae ad familiares Cyceronna, wydany w 1477 roku w Bolonii i opatrzony komentarzami pochodzącymi z lat 1493-1530. Jednym z pierwszych analizujących to dzieło był humanista Angelo Poliziano. Wśród licznych marginaliów na szczególną uwagę zasługuje wpis florentyńskiego urzędnika kancelaryjnego Agosino Vespucciego, zaprzyjaźnionego z Machiavellim. Notatka spisana jego ręką z datą październik 1503 dotyczy Leonardo da Vinci i trzech jego obrazów, w tym Mony Lisy. Jest dowodem na to, że obraz obecnie znajdujący się w Luwrze istniał już wówczas. Odkrycia tego dokonali w końcu 1996 r. Armin Schlechter i Ludwig Ries podczas katalogowania heidelberskich inkunabułów. A. Schlechter informację o odkryciu zamieścił w katalogu do wystawy Die edel kunst der truckerey z 2005 r. Następnie odkrycie to zostało powielone w innym wydawnictwie bibliotecznym i w radiu przez dziennikarza Jörga Trögera. Temat podchwyciła prasa, najpierw w listopadzie 2007 a później w szerszym zakresie w styczniu 2008 r. Wkrótce informacja obiegła cały świat wzbudzając wielką sensację i zainteresowanie także odkrywcą, który z miejsca stał się sławny.
Armin Schlechter prowadził też (Lehrbeauftragter) seminarium germańskie na Uniwersytecie w Heidelbergu. W lutym 2008 r. zrezygnował z pracy w dziale analizy rękopisów i starych druków. Obecnie pracuje w bibliotece w Spirze.

## Dzieła
- Armin Schlechter: Die althochdeutschen Aratorglossen der Handschrift Rom Biblioteca Apostolica Vaticana Pal. Lat. 1716 und verwandte Glossierungen. Vandenhoeck & Ruprecht, Göttingen 1993, ISBN 3-525-20335-7 (=Studien zum Althochdeutschen, Band 20, zugleich Dissertation, Heidelberg 1990)
- Armin Schlechter: Gelehrten- und Klosterbibliotheken in der Universitätsbibliothek Heidelberg. Ein Überblick. Universitätsbibliothek, Heidelberg 1990, ISBN 3-927705-13-6 (=Heidelberger Bibliotheksschriften, Band 43)
- Michael Rother und Armin Schlechter: Die Lieder und Sinnsprüche der Heidelberger Wunderhorn-Sammlung. Universitätsbibliothek, Heidelberg 1992, ISBN 3-927705-12-8 (=Heidelberger Bibliotheksschriften, Band 49)
- Armin Schlechter (Hrsg.): Heidelberg in alten Ansichten. Europäische Bibliothek, Zaltbommel, Niederlande 1993, ISBN 90-288-5741-9.
- Peter Seng (Fotografien) und Armin Schlechter (Text): Bergheim – gestern und heute. HVA, Heidelberg 1996, ISBN 3-8253-7088-7.
- Armin Schlechter (Hrsg.): Kostbarkeiten gesammelter Geschichte. Heidelberg und die Pfalz in Zeugnissen der Universitätsbibliothek. Winter, Heidelberg 1999, ISBN 3-8253-0862-6 (=Schriften der Universitätsbibliothek Heidelberg, Band 1)
- Armin Schlechter, Gerhard Stamm, Kurt Hannemann und Andreas Degkwitz: Die kleinen Provenienzen. Harrassowitz, Wiesbaden 2000, ISBN 3-447-04373-3 (=Die Handschriften der Badischen Landesbibliothek in Karlsruhe, Band 13)
- Petra Schaffrodt, Werner Moritz und Armin Schlechter: Nachlaßverzeichnis Dr. Marie Baum (1874–1964). Ein Leben in sozialer Verantwortung. Heid. Hs. 3675. Winter, Heidelberg 2000, ISBN 3-8253-1133-3 (Schriften der Universitätsbibliothek Heidelberg, Band 2)
- Manfred Stange und Armin Schlechter: Nachlaßverzeichnis Gustav Radbruch (1878–1949). Wissenschaft und politisches Wirken, Heid. Hs 3716. Winter, Heidelberg 2001, ISBN 3-8253-0838-3 (=Schriften der Universitätsbibliothek Heidelberg, Band 3)
- Armin Schlechter: Gustav Radbruch. 1878–1949. Zeitzeuge des 20. Jahrhunderts zwischen Rechtswissenschaft und Politik. Verlag Regionalkultur, Ubstadt-Weiher 2002, ISBN 3-89735-199-4 (=Schriften / Archiv und Museum der Universität Heidelberg, Band 6)
- Armin Schlechter, Matthias Miller und Karin Zimmermann: Von Ottheinrich zu Carl Theodor. Prachteinbände aus drei Jahrhunderten. Winter, Heidelberg 2003, ISBN 3-8253-1525-8 (Schriften der Universitätsbibliothek Heidelberg, Band 4)
- Armin Schlechter, Ulrich Knapp und Bernd Konrad: Vom Bodensee an den Neckar. Bücherschätze aus der Bibliothek des Zisterzienserklosters Salem in der Universitätsbibliothek Heidelberg. Winter [u.a.], Heidelberg 2003, ISBN 3-8253-1547-9 (=Schriften der Universitätsbibliothek Heidelberg, Band 5)
- Frieder Hepp und Armin Schlechter (Hrsg.): „Und dir schenken ein kunstlos Lied”. Dichter auf der Durchreise. Ubstadt-Weiher, Heidelberg 2004 und Verlag Regionalkultur, Basel 2004, ISBN 3-89735-292-3.
- Armin Schlechter: Die edel kunst der truckerey. Ausgewählte Inkunabeln der Universitätsbibliothek Heidelberg. Winter, Heidelberg 2005, ISBN 3-8253-5059-2 (=Schriften der Universitätsbibliothek Heidelberg, Band 6)
- Frank Engehausen, Susan Richter und Armin Schlechter: Georg Gottfried Gervinus 1805–1871. Gelehrter – Politiker – Publizist. Verlag Regionalkultur, Heidelberg [u.a.] 2005, ISBN 3-89735-445-4 (=Schriften / Archiv und Museum der Universität Heidelberg, Band 9)
- Armin Schlechter und Martina Rebmann: Ein Knab auf schnellem Roß. Die Romantik in Heidelberg. Winter, Heidelberg 2006, ISBN 3-8253-5202-1 (=Schriften der Universitätsbibliothek Heidelberg, Band 7)
- Armin Schlechter: Die Romantik in Heidelberg. Brentano, Arnim und Görres am Neckar., Winter, Heidelberg 2007, ISBN 3-8253-5385-0.
- Armin Schlechter, Sigrid Hubert-Reichling, Jutta Schwan: „umf schnitt verguldet”, Landesbibliothekszentrums Rheinland-Pfaltz, Zweibrücken 2010, ISSN 1861-6224.